# Affiche rouge (grupo armado)
El Affiche rouge (del francés:Cártel rojo) fue una célula lionesa escindida de Acción Directa, la cuál fue responsable de una campaña de ataques armados cometidos en Francia entre 1979 a 1986. Este nombre alude al conocido periódico propagandístico alemán publicado durante la Segunda Guerra Mundial comparando los actos de la resistencia francesa con los atentados que relizaban.

## Nacimiento del núcleo

### Acción directa: el encuentro de dos activistas comprometidos
André Oliver fue un activista carismático muy implicado en la izquierda lionésa, cuya tendencia era maoísta. En 1971, fue profesor de literatura moderna en la Escuela Técnica Superior de industrias Metalúrgicas de Lyon, pero sus métodos de enseñanza "revolucionarios" preocupaban a la dirección que lo termino suspendiendo de sus funciones después de solo dos años como profesor.En 1975, se involucró en los comités de acción de los presos y radicalizó aún más su participación en actividades antimilitaristas.
El 25 de noviembre de 1976, el Tribunal de Seguridad del Estado lo condenó por "recopilación, reproducción y divulgación de información que debía mantenerse secreta en interés de la defensa nacional". Uno de sus exalumnos, Émile Ballandras, fue uno de los coacusados. Por encargo, Olivier, habría robado los planos de un emplazamiento militar para el almacenamiento de tanques. La investigación reveló documentación importante sobre el ejército.
Encarcelado en la Prisión de La Santé, Olivier conoció a Jean-Marc Rouillan, encarcelado desde 1974 por crímenes dentro de Grupos de Acción Revolucionaria Internacionalista. Este encuentro es decisivo, y al salir de prisión, Olivier con Rouillan y su socia, Nathalie Ménigon, terminaron compartiendo no solo alojamiento en París, también ideas revolucionarias comunes: luchar mediante la “acción directa” contra todas las formas de dictadura, contra el capitalismo y el neoliberalismo, comercio colonialista de bienes y mano de obra, y contra el estado esclavista.
Así, participaron juntos en la primera manifestación "ideológica" violenta del grupo en el día simbólico del día del trabajo en 1979, ametrallando la fachada de la sede del Consejo Nacional de empresarios franceses. Este ataque fue reivindicado por primera vez bajo el nombre Acción Directa. Esta es también la primera hazaña de armas de un antiguo alumno de Olivier: Maxime Frérot, que completó su formación como experto en explosivos en el 1.er Regimiento de Paracaidistas de Infantería de Marina siguiendo sus consejos. Posteriormente, se cometieron una veintena de atentados bajo los auspicios de Acción Directa hasta la ola de detenciones que condujo al encarcelamiento de Rouillan y Ménigon en septiembre de 1980.

### Affiche rouge: la rama lionesa de Acción directa
A partir del invierno de 1981, a pesar de la amnistía presidencial de la que se beneficiaron una veintena de miembros encarcelados, numerosos debates internos agitaron a la organización. La disolución de Acción Directa fue puesta en la mesa por el Consejo de Ministros el 18 de agosto de 1982,si la mayoría del grupo se legaliza, los partidarios de la lucha armada se dividen en dos grupos.
Desde la región de París, Rouillan y Ménigon constituyen una “rama internacional” que claramente reivindica una “ideología comunista libertaria”, antiimperialista; mientras que en la región de Lyon, el grupo Olivier constituye una tendencia"marxismo-leninismo-maoísmo", profundamente antisionista. Aunque negó ser antisemita, Olivier pronunció un discurso explícito: “la lucha contra el judaísmo precede a la lucha contra el capitalismo” y durante su juicio “¡me gustaría señalar que la Kufiya está prohibida en los tribunales franceses! Supongo que se debe permitir el solideo judío...". Asimismo, Maxime Frérot declaró durante el juicio de 1992: “¡Desde que el lobby judío llegó al poder en 1981, los errores no han hecho más que intensificarse! Se necesitarán decenas de Los Ángeles, cientos de Vaulx-en-Velin y numerosas bombas en los juzgados para que los errores policiales finalmente cesen”.
Esta célula firmaría sus acciones con el Affiche rouge para darse legitimidad histórica. También utiliza diferentes nombres en sus ataqe}ues: Comando Hienghène, Comando Ahmed-Moulay, Comando B. Moloïse, Comando Loïc Lefèvre, Comando Clarence Payi-Sipho Xulu, Unidad Combatiente Sana Mheidli. Sin embargo, en 1982, miembros de Affiche rouge intervinieron directamente en la región parisina y utilizaron la firma Acción Directa.
Más que su distancia ideológica, es su distancia geográfica la que le valió al grupo Olivier las denominaciones AD-rama de Lyon y AD-rama nacional.

## Principales ataques de Affiche Rouge
Según las "confesiones escritas" de Maxime Frérot, encontradas durante una búsqueda en marzo de 1986. Se dice que Affiche Rouge ha cometido veintisiete atentados con explosivos en las regiones de Lyon y París entre el 28 de mayo de 1982 y el 19 de octubre de 1985, contra sedes simbólicas, medios de comunicación, partidos políticos y ministerios. Los indicios revelaron que alrededor de un centenar de sucursales bancarias fueron vigiladas, lo que dio lugar a ataques armados con el objetivo de financiar ataques, bajo el pretexto de “proletario reapropiación”.
- 29 de octubre 1980: ataque armado a un convoy de fondos cerca de una agencia BNP de Caluire-et-Cuire (el transportador de efectivo Henri Delrieu es fusilado y asesinado).[4]
- 24 de abril de 1980: ataque armado a una agencia del BNP en Lyon.[4]
- 30 de marzo de 1981: ataque armado a una agencia de Crédit Lyonnais en Lyon 7 dejando un herido.[4]
- 2 de junio ataque armado en una sucursal del Crédit du Nord en Lyon.[4]
- 3 de noviembre: ataque armado a una agencia de la Société Lyonnaise (el brigadier de policía Guy Hubert es asesinado a tiros y otro policía resulta gravemente herido)
- 7 de diciembre: segundo ataque armado contra una agencia de Crédit Lyonnais en Lyon 7, dejando 1 herido.[4]
- 10 de diciembre: ataque armado contra una sucursal del BNP en Lyon, dejando 4 heridos.[15]
- 19 de enero de 1982: Ataque armado a una agencia de la Société Lyonnaise en Lyon.[4]
- 18 de febrero: segundo ataque armado contra una agencia de la Société Lyonnaise en Lyon.[4]
- 5 de julio: ataque armado a un banco en Saint-Chamond, dejando un herido.[4]
- Julio de 1982: atentados explosivos contra los establecimientos Lesieur y la empresa azucarera general.[16]
- 19 de julio: atentado con explosivos en una agencia nacional para la integración y la promoción de los trabajadores extranjeros en Lyon.[16]
- 11 de agosto: ataque explosivo contra una empresa importadora/exportadora, la Junta de Comercialización de Cítricos de Israel, dejando un herido.[17]
- 29 de julio de 1983: ataque armado a un banco en Saint-Étienne (1 herido)[18]
- 27 de marzo de 1984: segundo ataque armado contra una sucursal del BNP en Lyon 2 (el mayor general Guy Delfosse, de la Gendarmería, es ejecutado de 6 balas a quemarropa).[19][20]
- 9 de diciembre: atentado explosivo contra la sede de la RPR[15][18] Al día siguiente, atentado explosivo contra la sede de Elf Aquitaine en París en solidaridad con el pueblo Canaco.[15][18]
- 12 de abril de 1985: taque explosivo contra el banco israelí Leumi y la Oficina Nacional de Inmigración en París, reivindicado por la Unidad Combatiente Action Directe Sara Mheidli.[18]
- 13 de abril: ataque explosivo contra el periódico Minute en París, reivindicado por Action Direct Commando Sana Mheidli, contra Jean-Marie Le Pen, racismo y sionismo.[15][18]
- 10 de octubre: ataque explosivo contra la sede de la Alta Autoridad para la Comunicación Audiovisual en París contra Jean-Marie Le Pen.[18]
- 14 de octubre: ataques explosivos contra los locales de la Maison de la radio y la sede de Antenne 2 en París, contra la llegada de Jean-Marie Le Pen.[18]
- 19 de octubre: atentado explosivo contra la Unión del Transporte Aéreo en París.[18]
- 20 de diciembre: Se registra un atentado con explosivos contra una caja de ahorros en Lyon.[4][18]
- 9 de julio 1986: atentado explosivo cometido por Frérot en los locales de la Brigada para la represión del bandidaje, Quai de Gesvres, en París.[19] reclamado en nombre del Comando Loïc Lefèvre - Acción Directa, dejando como saldo un oficial muerto y treinta herido.[18][21]

Durante su período de actividad, el Cartel Rojo fue responsable de cuatro homicidios intencionales: el inspector de división, muerto en el atentado del 9 de julio de 1986, el transportador de efectivo Henri Delrieux (durante el robo del 29 de octubre de 1980), el brigadier de policía Guy Hubert (durante el robo del 3 de noviembre de 1981)22 y el general de gendarmería Delfosse (durante el robo del 27 de marzo de 1984).

## El fin de la filial de Affiche rouge

### Una búsqueda decisiva realizada en Saint-Etienne
El 10 de octubre de 1984, Émile Ballandras fue detenido durante un robo con toma de rehenes que llevó a cabo por cuenta propia. Al declararse “revolucionario profesional”, fue condenado a doce años de prisión penal. Su vínculo con el Affiche rouge se destacará más adelante. El 28 de marzo de 1986, André Olivier y Bernard Blanc fueron detenidos tras una vigilancia por parte de agentes de policía miembros de la inteligencia general, que luego siguieron una red de Acción Directa desde París.
El registro realizado al día siguiente por la policía judicial regional de Lyon en un apartamento de la Résidence des Pinèdes de Saint-Étienne fue decisivo: Joëlle Crépet fue sorprendida intentando borrar pruebas. Los investigadores descubrieron cuatro pistolas, un rifle, más de seiscientas llaves, pasamontañas, pero también montones de papeles: recortes de periódicos, un centenar de planos de sucursales bancarias, registros de escuchas telefónicas, textos de demandas de una veintena de ataques. Sobre todo encontraron un pequeño cuaderno de unas treinta páginas correspondiente al diario de Frérot. Estas confesiones escritas permiten confundir a Ballandras como un miembro muy activo.
Aislado y privado de medios logísticos, la carrera de Frérot terminó el 28 de noviembre de 1987 en el sótano de la gare de la Part-Dieu. En total, dieciocho miembros del Cartel Rojo serán detenidos.

## Juicios

### Los cinco incondicionales
El 29 de junio de 1989, el tribunal especial del Ródano, compuesto por siete magistrados, condenó a André Olivier y Maxime Frérot a cadena perpetua con un período de seguridad de dieciocho años. Emile Ballandras recibe la misma pena con una pena de seguridad de dieciséis años. Bernard Blanc es condenado a veinte años de prisión penal con un período de seguridad de catorce años. Joëlle Crépet es condenada a dieciocho años de prisión penal con un período de seguridad de diez años.

### El segundo círculo de acusados
Teniendo en cuenta las detenciones preventivas, ocho de los diecinueve imputados fueron inmediatamente puestos en libertad:
- Gilbert Vecchi, techador de Vanves, cerca de Frérot, participó en varias campañas de robo hasta 1984 con su primo Christian Dubray. Aportó planos de acceso a las nuevas instalaciones de la Brigada de Represión del Bandidaje, haciéndose cómplice del atentado explosivo cometido por Frérot el 9 de julio de 1986. Fue condenado el 14 de octubre de 1992 por el tribunal especial de París a diez años de prisión penal.

- Renaud Laigle, sin profesión, se encargó de la logística, el alojamiento de los duros y el escondite de materiales y armas en casa de sus padres. Participó en varios robos a mano armada y dos ataques con el grupo. Es condenado a cinco años de prisión penal.

- Josette Augay, cercana a Maxime Frérot, se encargaba de gestionar el grupo, escuchar las frecuencias de radio de la policía y preparar documentos falsos. Es condenada a cinco años de prisión penal.

- Danièle Clairet, esposa de Lahy, secretario, es contratada por Crépet. Se sospecha que participó en cinco ataques a bancos mientras controlaba a los clientes.

- Daniel Reynaud, tapicero, proporcionó armas al grupo. El tribunal especial de lo penal lo condenó a cinco años de prisión.

- Mouloud Aissou, fontanero, sospechoso de haber participado en dos atentados bancarios en 1980 y 1981, fue absuelto el junio de 1989 al final del proceso.

- Henri Cachau-Hereillat, facilitador del MJC, proporcionó alojamiento para el núcleo duro y el depósito de armas en casa de sus padres, donde se llevaron a cabo las sesiones de tiro.
- Nicole Faure se casa con Charvolis, agente de servicios. - De 1979 a 1983, este íntimo amigo de Bernard Blanc dirigió la logística.

- Pascale Turin, cercana a Frérot, participa en el alojamiento y ocultación de equipos y armas en nombre de Action Directe. Ella recluta a Succab.

- Jean-Charles Laporal, Alain Eket y Jean-Pierre Succab, activistas comunistas en el extranjero reclutados en el contexto de los atentados con explosivos perpetrados en 1982, fueron condenados respectivamente a siete y tres años de prisión penal. Su participación simboliza el carácter internacionalista del grupo.